# Božićno primirje
Božićno primirje dogodilo se na Božić 1914. tijekom Prvoga svjetskoga rata kada su vojnici Njemačke i Ujedinjenoga Kraljevstva (Škoti) na Zapadnome bojištu kod Ypresa kratkotrajno prekinuli oružani sukob kako bi se susreli na „ničijoj zemlji”.
25. prosinca 1914. godine, u neposrednoj blizini belgijskoga grada Ypresa, u njemačkim rovovima čulo se pjevanje božićnih pjesama. Njemački vojnici izašli su iz rovova i pozvali Škote da im se pridruže. To se i dogodilo, a zatim su vojnici na objema stranama počeli razmjenu malih darova. 
Škoti su polako odgovorili vlastitim pjesmama i sviranjem tradicijskih gajdi. Njemački vojnik izašao je s malom božićnom jelkom i zakoračio u ničiju zemlju. Škoti su bili prestravljeni, no nitko ga nije htio upucati unatoč naredbama.
Nijemci su također odigrali nekoliko nogometnih utakmica sa Škotima. Bilo je i pokazivanja obiteljskih fotografija te zajedničkog pokapanja mrtvih. Primirje je trajalo sve dok nadređeni ne bi izdali zapovijedi o nastavku neprijateljstava, a tada bi nastupilo opraštanje i povlačenje vojnika u svoje rovove.